# Базилевський Іван Іванович
Іва́н Іва́нович Базиле́вський (15 вересня 1935, с. Лугове Кримської області — 10 вересня 2024, Краматорськ, Донецька область) — радянський і український художник з м. Краматорськ, що на Донеччині.
Член Національної спілки художників України.

## Біографія
Закінчив Сімферопольське художнє училище імені М. Самокиша (1956).
Працював в галузі живопису, графіки, декоративно-прикладного мистецтва.
Помер 10 вересня 2024 року.

## Творчий доробок
Автор полотен «Першопрохідники — розвідники надр», «Наша Леся», «Червоні гвоздики», «Атака відбита», «На рейді», «Старий причал», «На будові каналу Дніпро―Донбас» (1977), «Вісники 9 травня 1945 року» (1985), «Донецьке Святогір'я» (1996) «Земля Донецька» (2006) та ін.

## Галерея

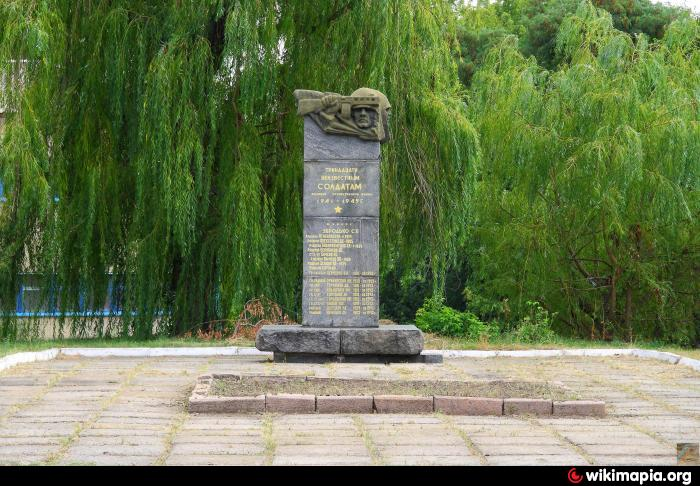
братська могила партизан Громадянської війни і червоноармійців, Красноторка, 1973
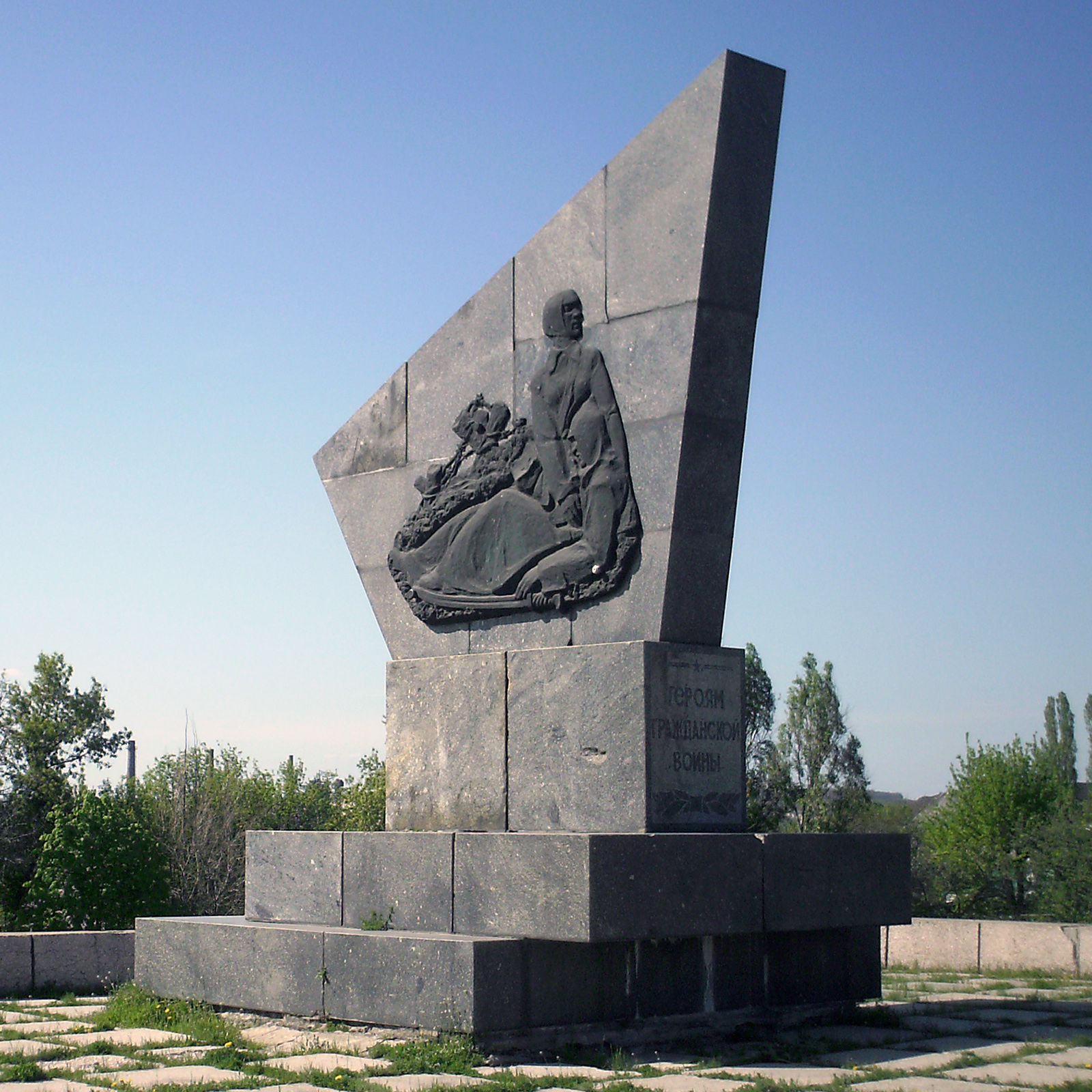
братська могила загинувшим у Російсько-Японську та Громадянські війни, Краматорськ, 1977
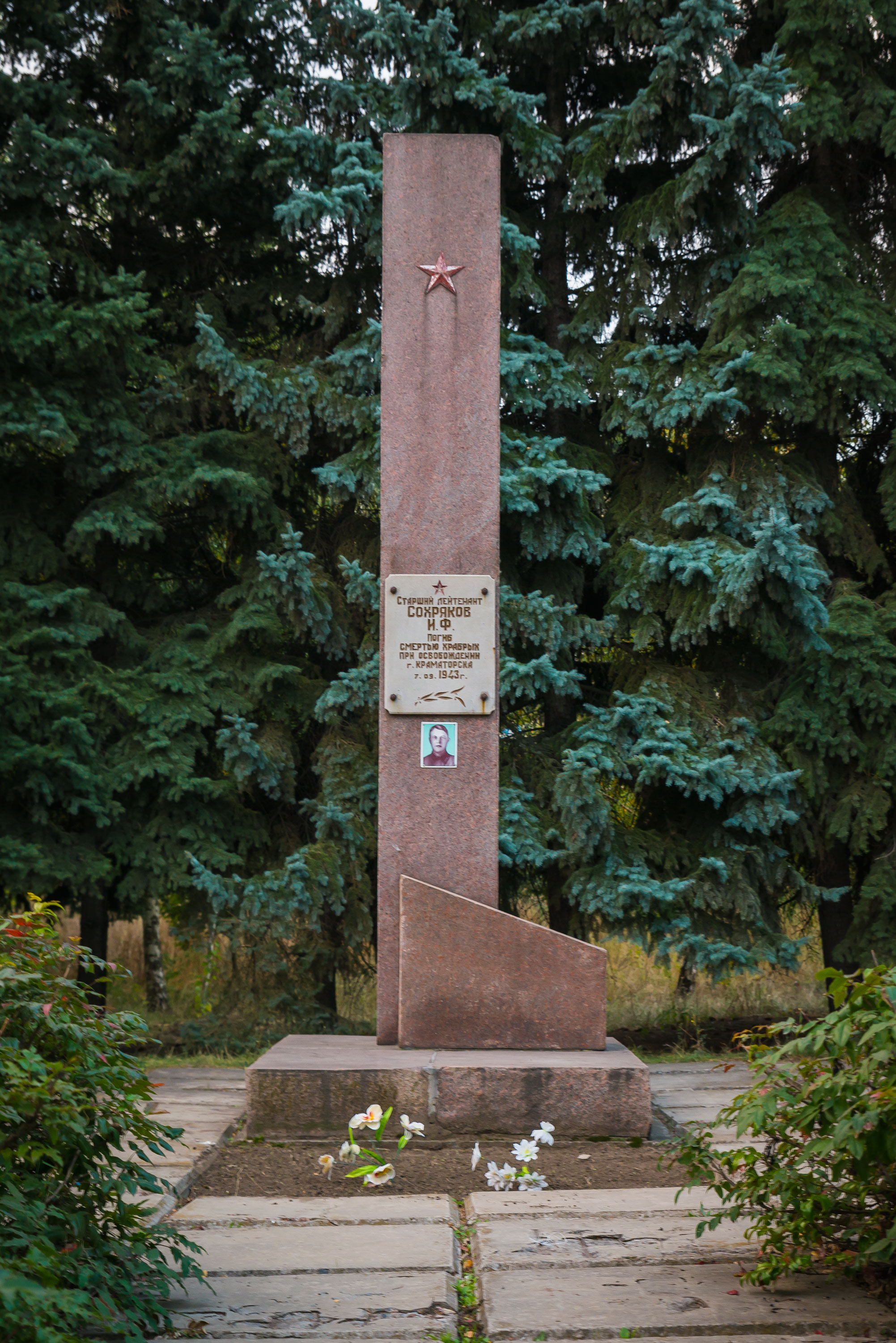
могила І. Сохрякова, Краматорськ, 1985
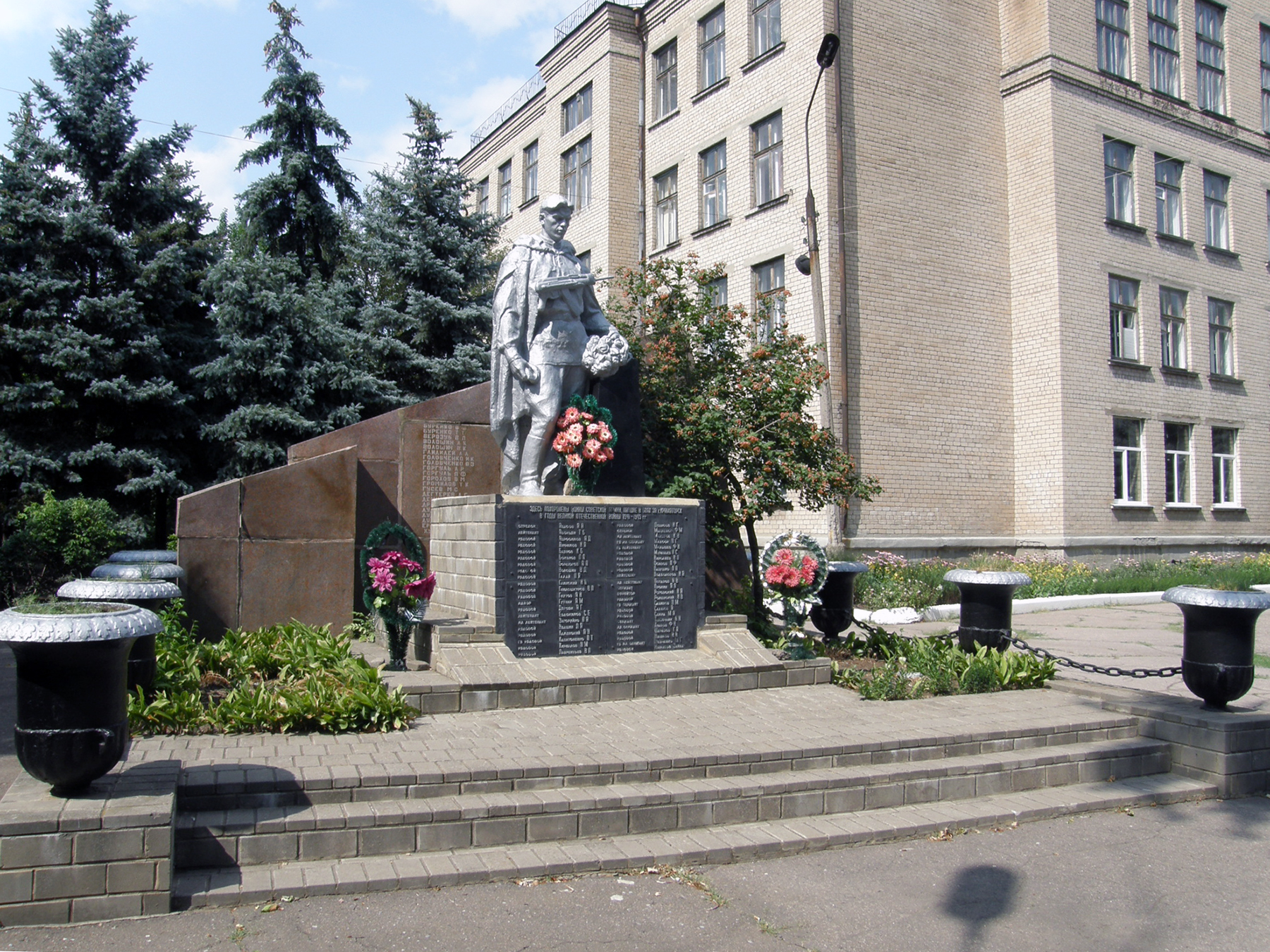
стела братської могили червоноармійців, Шабельківка, 1985
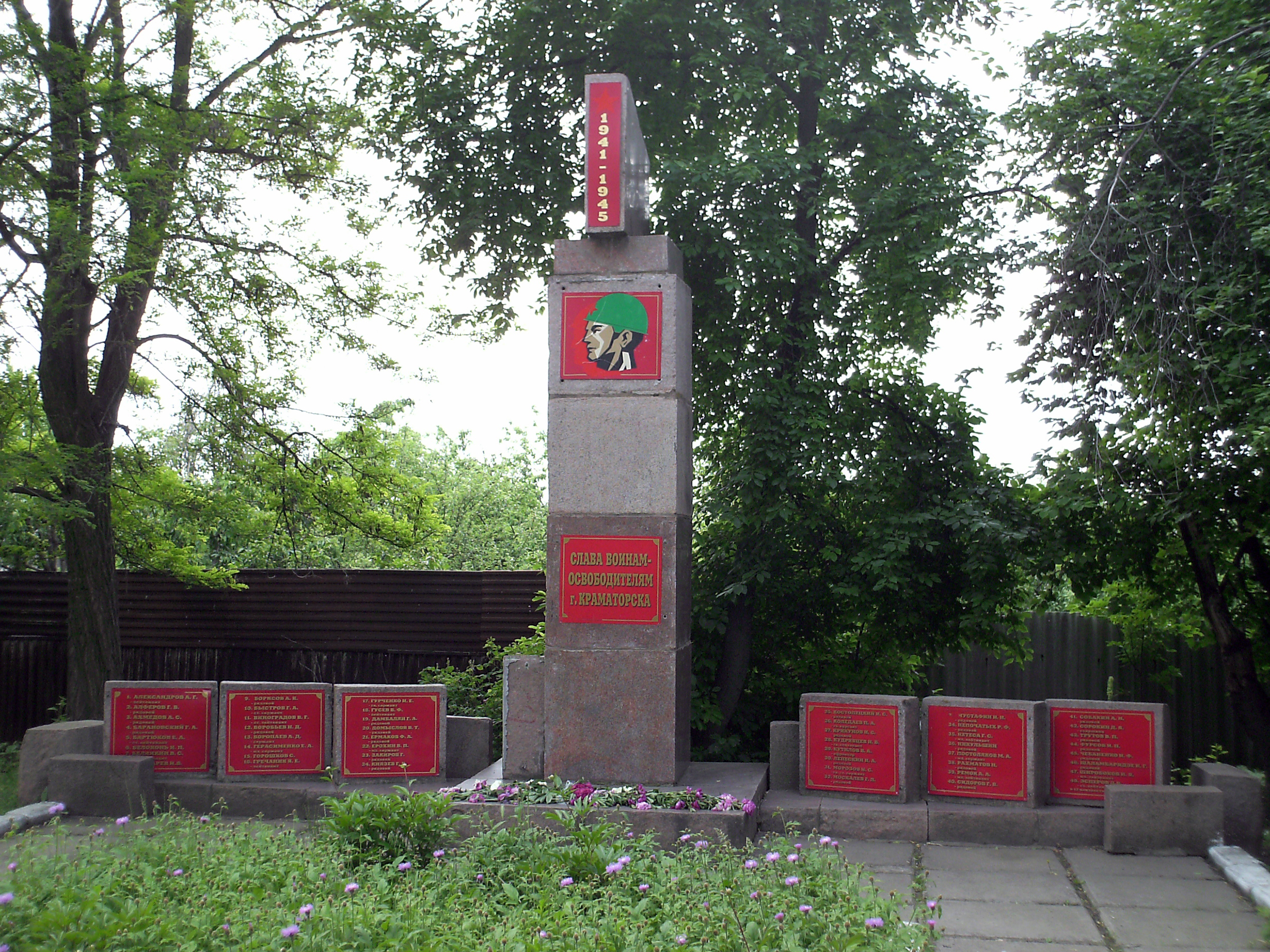
братська могила 60 червоноармійців, що загинули при визволенні Краматорська, 1995
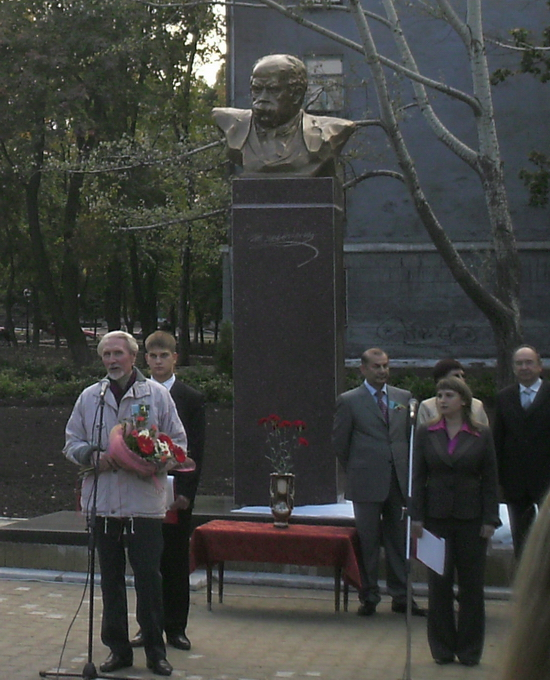
Іван Базилевський (з квітами) поруч з його щойно відкритим бюстом Тараса Шевченка, 2008

## Нагороди
- Почесний громадянин Краматорська (2013)[2]